# Ermida de Nossa da Senhora das Dores (Dores)

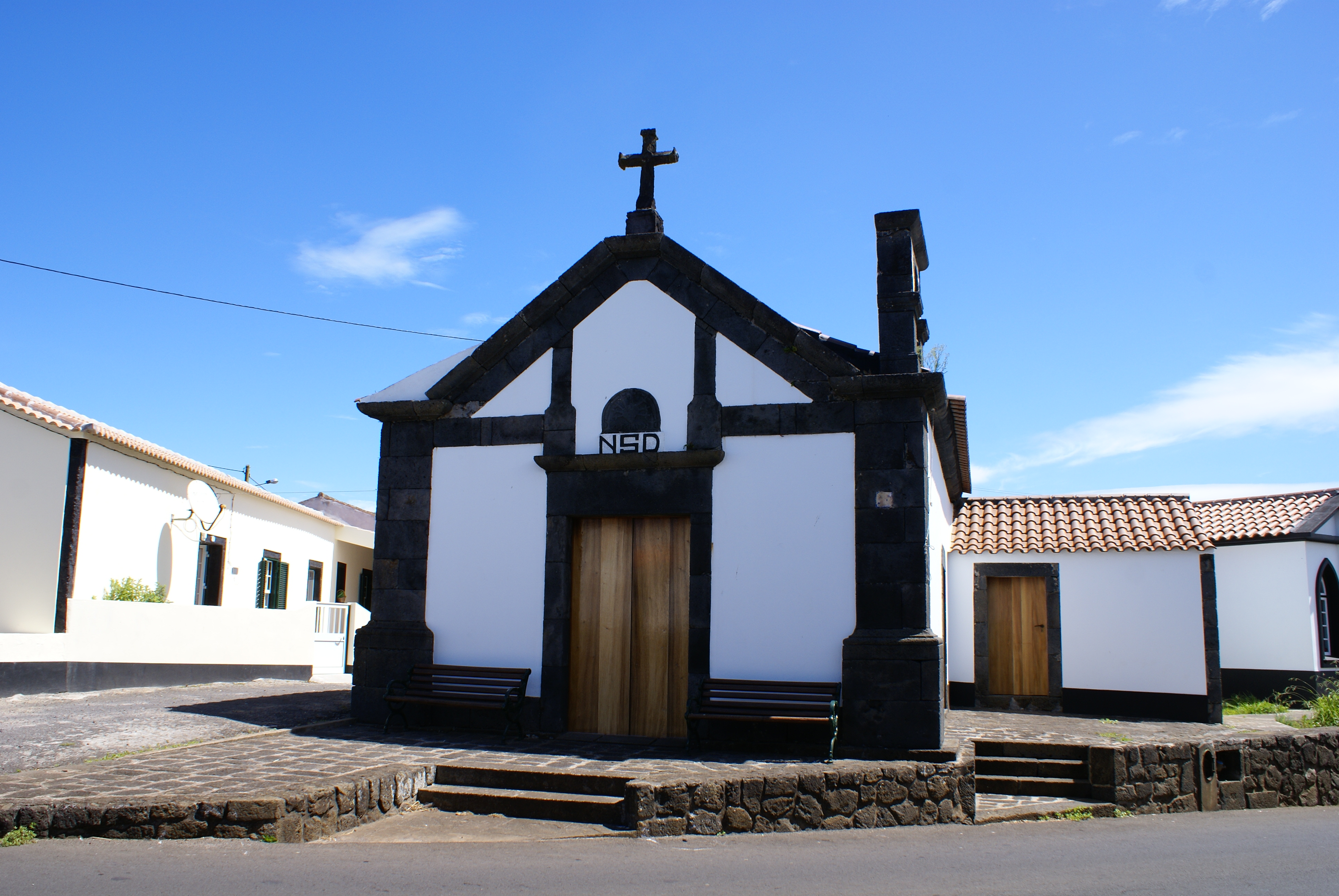
Ermida de Nossa Senhora das Dores, fachada.

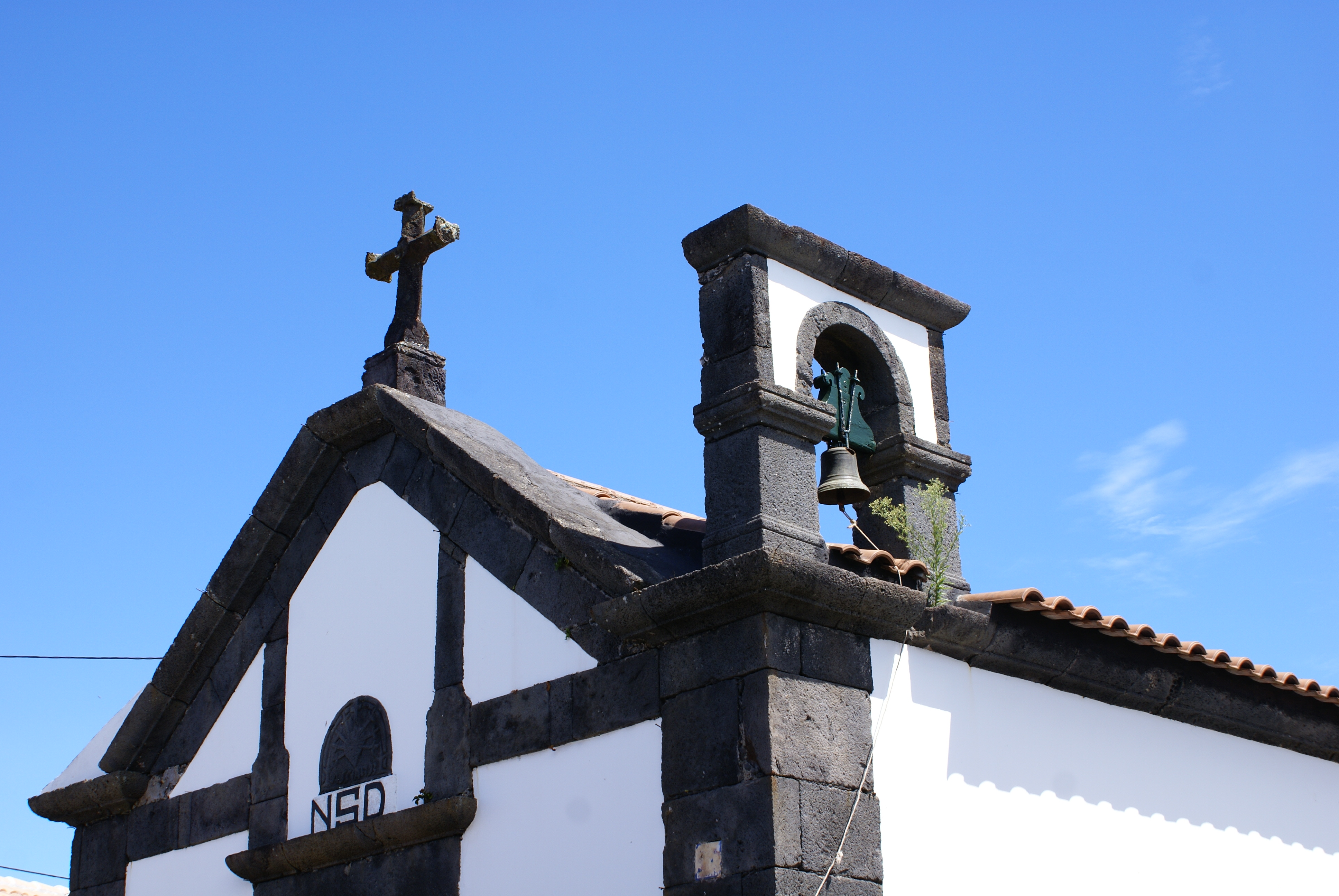
Ermida de Nossa Senhora das Dores, pormenores.

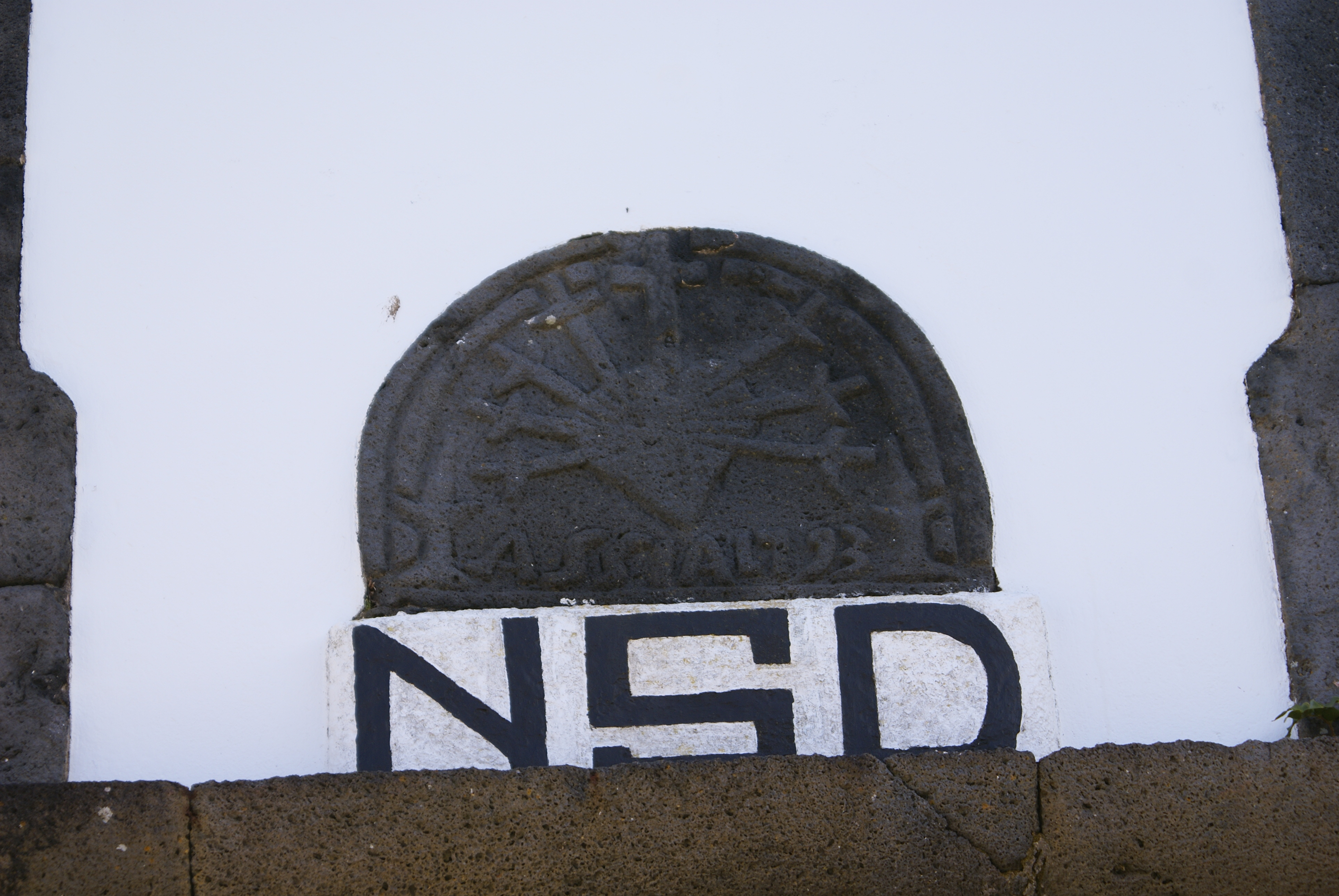
Ermida de Nossa Senhora das Dores, pedra datada.

A Ermida de Nossa Senhora das Dores é uma Ermida portuguesa localizada na aldeia das Dores, ao concelho de Santa Cruz da Graciosa, na ilha Graciosa, no arquipélago dos Açores.
Esta ermida, medindo 4,45 m de largura por 7,85 m de comprimento, teve a sua fundação em 1793, data que ostenta sobre a porta de entrada. Foi fundada por António Silva Sodré e sua esposa. A ermida tem sido bem mantida. A partir de 1981 voltou a realizar-se a procissão de Nossa Senhora das Dores. A imagem venerada nesta ermida, Maria com o coração atravessado por sete espadas, mede 0,65 m de altura.